# Ilja Andrianow
Ilja Filippowicz Andrianow (ros. Илья Филиппович Андрианов, ur. 3 sierpnia 1918 we wsi Kaniszczewo w obwodzie riazańskim, zm. 31 stycznia 1997 w Riazaniu) – radziecki lotnik wojskowy, pułkownik, Bohater Związku Radzieckiego (1944).

## Życiorys
Urodził się w rodzinie chłopskiej. Skończył niepełną szkołę średnią i szkołę uniwersytetu fabryczno-zawodowego w Riazaniu, pracował w fabryce i uczył się w aeroklubie. Od 1940 służył w Armii Czerwonej, w 1941 ukończył wojskową lotniczą szkołę pilotów w Batajsku, po ataku Niemiec na ZSRR walczył na froncie. Brał udział w bitwie pod Kurskiem, walkach nad Dnieprem i na terytorium Ukrainy, Mołdawii, Polski, Niemiec i Czechosłowacji. Do czerwca 1944 jako dowódca eskadry 153 gwardyjskiego pułku lotnictwa myśliwskiego 12 Gwardyjskiej Dywizji Lotnictwa Myśliwskiego 1 Gwardyjskiego Korpusu Lotnictwa Szturmowego 5 Armii Powietrznej 2 Frontu Ukraińskiego w stopniu kapitana wykonał 303 loty bojowe i stoczył 65 walk powietrznych, w których strącił 17 samolotów wroga. Łącznie podczas wojny wykonał ok. 400 lotów bojowych i stoczył 80 walk powietrznych, odnosząc 23 zwycięstwa. Po wojnie nadal służył w siłach powietrznych, został dowódcą pułku lotniczego; jednym z pilotów jego pułku był Władimir Komarow, późniejszy kosmonauta. W 1955 w stopniu pułkownika został zwolniony do rezerwy.

## Odznaczenia
- Złota Gwiazda Bohatera Związku Radzieckiego (19 sierpnia 1944)
- Order Lenina
- Order Czerwonego Sztandaru (trzykrotnie)
- Order Aleksandra Newskiego
- Order Wojny Ojczyźnianej I klasy (dwukrotnie)
- Order Czerwonej Gwiazdy

I medale.